# میرزایتوو
میرزایتوو (به لاتین: Mirzaitovo) یک منطقهٔ مسکونی در روسیه است که در باشقیرستان واقع شده‌است.